# Mount Harker
Mount Harker ist ein 914 m hoher Berg im ostantarktischen Viktorialand. Er ragt an der Ostflanke des Willis-Gletschers in der Saint Johns Range auf.
Kartiert wurde er bei der Terra-Nova-Expedition (1910–1913) unter der Leitung des britischen Polarforschers Robert Falcon Scott. Namensgeber ist der britische Petrologe Alfred Harker (1859–1939).